# Gaither Vocal Band
La Gaither Vocal Band è un gruppo musicale statunitense di genere gospel.

## Formazione
Lista completa di tutti i membri della Gaither Vocal Band:
- Bill Gaither, baritono (1980-85); basso (1985-oggi)
- Lee Young, basso (1980-1982)
- Steve Green, tenore (1980-1983)
- Gary McSpadden, leader (1980-1985); baritono (1985-88)
- Jon Mohr, basso (1982-1985)
- Larnelle Harris, tenore (1983-1987)
- Michael English, leader (1985-1994)
- Lemuel Miller, tenore (1987)
- Jim Murray, tenore (1987-1992)
- Mark Lowry, baritono (1988-2001); leader/baritono fill-in (2008)
- Terry Franklin, tenore (1992-1994)
- Buddy Mullins, leader (1994-1995)
- Jonathan Pierce, tenore (1994-1997)
- Guy Penrod, leader (1995-oggi)
- David Phelps, tenore (1997-2005); leader/tenore fill-in (2008)
- Russ Taff, baritono (2001-2004)
- Marshall Hall (cantante), baritono (2004-oggi)
- Wes Hampton, tenore (2005-oggi)
- Jason Crabb, leader fill-in (2008)
- Mylon LeFevre, leader fill-in (1990-1998)

## Produttori degli album
- Keith Thomas - 1986
- Billy Smiley - 1986-1988
- Lari Goss - 1990
- Ken Mansfield - 1990
- Cheryl Rogers - 1993
- Bill Gaither - 1993-oggi
- Michael English - 1993-1994
- Guy Penrod - 1995-2008
- Michael Sykes - 1993-oggi
- David Phelps - 2003
- Marshall Hall - 2008
- Wes Hampton - 2008

## Discografia

### Album
- The New Gaither Vocal Band (1981) - Dayspring
- Passin' The Faith Along (1983) - Dayspring
- New Point of View (1984) - Dayspring
- One X 1 (1986) - Word Nashville
- Wings (1988) - Star Song
- A Few Good Men (1990) - Star Song
- Homecoming (1991) - Star Song
- Peace of the Rock (1993) - Star Song
- Southern Classics (1993) - Benson
- Testify (1994) - Chapel
- Southern Classics: Volume II (1996) - Chapel
- Back Home in Indiana (1997) - Spring Hill
- Lovin' God & Lovin' Each Other (1997) - Spring Hill
- Still the Greatest Story Ever Told (1998) - Spring Hill
- God is Good (1999) - Spring Hill
- I Do Believe (2000) - Spring Hill
- Everything Good (2002) - Spring House
- A Cappella (2003) - Gaither Music Group
- Give it Away (2006) - Gaither Music Group
- Together Signature Sound and Gaither Vocal Band (2007) - Gaither Music Group
- Lovin' Life (2008) - Gaither Music Group
- Christmas Gaither Vocal Band Style (2008) - Gaither Music Group
- GVB Reunion (2008) - Gaither Music Group

### Compilation
- The Best from the Beginning (1989) - Word
- Can't Stop Talkin' About Him (1995)
- King is Coming (1994) - Benson
- Classic Moments from the Gaither Vocal Band - Volume 1 (1999) - Benson
- Classic Moments from the Gaither Vocal Band - Volume 2 (1999) - Benson
- Best of the Gaither Vocal Band (2004) - Gaither Music Group